# Сасаи, Рюдзи
Рюдзи Сасаи (яп. 笹井 隆司 Сасаи Рю:дзи, род. 21 декабря 1961, Осака, Япония) — японский игровой композитор и бас-гитарист, наиболее известный по саундтрекам к таким играм как Final Fantasy Legend III, Final Fantasy Mystic Quest и Xak: The Art of Visual Stage. Посвятить себя музыке решил в возрасте пятнадцати лет, когда вместе с друзьями организовал собственную рок-группу. Прежде чем пойти работать в игровую индустрию, Сасаи принимал участие в создании нескольких аниме, написал музыку для двух телевизионных сериалов и одного полнометражного фильма. На протяжении большей части своей карьеры оставался независимым композитором, хотя в период с 1991 года по 1998-й состоял в штате компании Square, для которой написал в общей сложности пять саундтреков.
В настоящее время Сасаи практически покинул индустрию, хотя изредка под различными псевдонимами пишет мелодии для низкобюджетных симуляторов свиданий, аркадных автоматов патинко, в качестве сессионного музыканта принимает участие в записях японских групп. На протяжении всего творческого пути тесно сотрудничал с такими композиторами как Тадахиро Нитта, Тихиро Фудзиока и Ясухиро Каваками, был полноправным членом таких малоизвестных японских рок-групп как Novela, Action, Queen Mania и Spiders from Cabaret, для которых исполнял все партии бас-гитары.

## Биография
Рюдзи родился в японском городе Осака 21 декабря 1961 года, ещё в детстве начал осваивать музыкальные инструменты и сформировал собственную группу. В 1982 году присоединился к группе Novela, написал музыку и тексты для нескольких их альбомов. Одновременно с этим принимал участие в создании саундтреков для аниме-сериалов «Эстебан, сын Солнца» (1982) и «Приключения маленькой коалы» (1984). После распада «Новеллы» вместе с аранжировщиком Сатоси Кадокурой в 1986 году написал музыкальный ряд для полнометражного мультфильма «Виндария». Два года спустя стал членом группы Action, играл на бас-гитаре и подпевал на бэк-вокале — коллектив сохранял активность на протяжении десятилетия.
Дебют в игровой индустрии состоялся в 1989 году, когда студия Crystal Software пригласила его выступить автором музыки для игры Mugen No Shinzo III, завершить работу ему помог композитор Тихиро Фудзиока, в будущем хороший друг Сасаи. Позже он размножил демозапись своих мелодий и вместе с резюме разослал во множественные компании, занимающиеся разработкой программного обеспечения и компьютерных игр — ответ поступил от функционеров студии Micro Cabin. Сасаи в соавторстве с Тадахиро Ниттой сочинил музыку для трёх игр серии Xak: Xak: The Art of Visual Stage, Fray in Magical Adventure и Xak II: The Rising of the Red Moon. Некоторое время находился в статусе фрилансера, однако в 1991 году вслед за Фудзиокой перешёл в компанию Square, где первое время помогал составлять аранжировки таким композиторам как Нобуо Уэмацу и Кэндзи Ито. Первой полноценной работой Сасаи на новом месте стала ролевая игра Final Fantasy Legend III для портативного устройства Game Boy — под чутким руководством Фудзиоки композитор сочинил почти все звуковые дорожки саундтрека.
В 1992 году в соавторстве с Ясухиро Каваками написал музыкальное оформление Final Fantasy Mystic Quest — она стала первой игрой серии Final Fantasy с музыкой не от Уэмацу. На какое-то время Сасаи пришлось отойти от сочинительской деятельности в связи с плотным графиком выступлений Action, композитор вернулся на это поприще лишь в 1996 году, когда стал единоличным автором музыки эксклюзивно-японской ролевой игры Rudra no Hihō. Позже написал одну звуковую дорожку, «Character Select», для файтинга Tobal No. 1, видоизменённая она позже была включена в альбом ремиксов Tobal No. 1 Remixes Electrical Indian, составленный командой GUIDO.
По окончании работы над Bushido Blade 2 в 1998 году группа Action распалась, и Сасаи покинул Square. На самом деле предполагалось, что он примет участие в создании саундтреков для ещё двух ролевых игр компании, но из-за сложной внутренней обстановки и разногласий с руководством композитор остался без работы, в результате чего принял решение уйти. Позже под псевдонимами писал мелодии для различных низкобюджетных симуляторов свиданий, аркадных автоматов патинко, в качестве приглашённого музыканта принимал участие в записях японских групп. В настоящее время является бас-гитаристом рок-групп Spiders from Cabaret и Queen Mania, вторая специализируется на кавер-версиях песен британской группы Queen.

## Музыкальный стиль и влияние
Сасаи славится, прежде всего, своим рок-звучанием, например, саундтрек к Bushido Blade 2 помимо традиционных японских инструментов содержит проигрыши тяжёлого гитарного рока. Будучи участником группы Queen Mania, композитор подвергался постоянному влиянию песен Queen, кроме того, сам он отмечает влияние своих любимых групп: Extreme, Judas Priest, Red Hot Chili Peppers. В интервью он говорил, что помимо хард-рока интересуется также альтернативным и прогрессивным роком — эти жанры сыграли в его творчестве далеко не последнюю роль. При всём при том, Сасаи говорил также о прослушивании множественных саундтреков к фильмам и классической музыки, которые тоже оказали на него определённое воздействие во время работы в игровой индустрии.

## Дискография
| Аниме             | Аниме                                 | Аниме                                                   | Аниме |
| Год               | Заглавие                              | Роль                                                    |       |
| ----------------- | ------------------------------------- | ------------------------------------------------------- | ----- |
| 1982              | Эстебан, сын Солнца                   | композитор (совместно с Хаимом Субаном и Шуки Леви)     |       |
| 1984              | Приключения маленькой коалы           | композитор                                              |       |
| 1986              | Виндария                              | композитор (совместно с Сатоси Кадокурой)               |       |
| Компьютерные игры |                                       |                                                         |       |
| Год               | Заглавие                              | Роль                                                    |       |
| 1989              | Mugen no Shinzou 3                    | композитор (совместно с Тихиро Фудзиокой)               |       |
| 1989              | Xak: The Art of Visual Stage          | композитор (совместно с Тадахиро Ниттой)                |       |
| 1990              | Fray in Magical Adventure             | композитор (совместно с Тадахиро Ниттой)                |       |
| 1990              | Xak II: The Rising of the Red Moon    | композитор (совместно с Тадахиро Ниттой)                |       |
| 1991              | Final Fantasy Legend III              | композитор (совместно с Тихиро Фудзиокой)               |       |
| 1992              | Final Fantasy Mystic Quest            | композитор, аранжировщик (совместно с Ясухиро Каваками) |       |
| 1996              | Rudra no Hihō                         | композитор, аранжировщик                                |       |
| 1996              | Tobal No. 1                           | автор композиции «Character Select»                     |       |
| 1998              | Bushido Blade 2                       | композитор, аранжировщик                                |       |
| 2011              | SaGa 3 Jikū no Hasha: Shadow or Light | композитор, аранжировщик (совместно с Кэндзи Ито)       |       |